# Feuchy
Feuchy – miejscowość i gmina we Francji, w regionie Hauts-de-France, w departamencie Pas-de-Calais.
Według danych na rok 1999 gminę zamieszkiwało 1165 osób, a gęstość zaludnienia wynosiła 213 osób/km² (wśród 1549 gmin regionu Nord-Pas-de-Calais Feuchy plasuje się na 505. miejscu pod względem liczby ludności, natomiast pod względem powierzchni na miejscu 641.).